# デニス・リチャーズ
デニス・リチャーズ（Denise Richards、デニース・リチャーズとも、本名Denise Lee Richards、デニス・リー・リチャーズ 1971年2月17日 - ）は、アメリカ合衆国イリノイ州出身の女優。『007 ワールド・イズ・ノット・イナフ』のボンドガールで知られる。

## 来歴
15歳からモデルをはじめ、高校卒業後にロサンゼルスに移る。テレビや映画に出始めるようになり、1997年の『スターシップ・トゥルーパーズ』のヒロイン役で脚光を浴びた。続く『ワイルドシングス』ではヌードシーンに挑戦。3P、レズなどのハードな濡れ場が話題を呼び、一躍メジャーになった。
007シリーズ『007 ワールド・イズ・ノット・イナフ』ではボンドガール「クリスマス・ジョーンズ」役を演じたが、この役でゴールデンラズベリー賞（ラジー賞）の最低助演女優賞を受賞している。
2022年、成人向けサブスクリプションサービスOnlyFansに参加、OnlyFansにはデニスの娘が先立って参加していた。

### 私生活
2002年6月15日、俳優のチャーリー・シーンと結婚。2004年3月9日には長女サムを出産したが、翌年2人目を妊娠中に離婚を申請し、次女ローラを出産した。シーンと親権争いを行い、殺すと脅された（シーンは否定）と訴えたためシーンにリチャーズと2人の子供への接近禁止命令が下るなどした末、2006年11月に離婚が成立した。離婚手続き中にリチャーズは妻子あるミュージシャンのリッチー・サンボラと、シーンは不動産投資家のブルック・ウォロフスキー（ブルック・ミューラー）と交際を始めた。サンボラは2007年4月に妻ヘザー・ロックリアと離婚に到ったが、その1ヶ月前にはリチャーズと彼の関係も破局していた。一方、翌年にはシーンがブルック・ミューラーと挙式した。
2008年、リチャーズはサムとローラをリアリティ番組に出演させようとし、シーンがこれに反対して訴えを起こしたが、裁判官は条件付きで出演を認めた。このリチャーズの行いには、チャーリー・シーンの父親のマーティン・シーンも、苦言を呈した。
また、「PLAYBOY」2004年12月号（日本では「月刊プレイボーイ」2005年2月号）のグラビアにヘアヌードで登場している。
2度豊胸手術をした後、乳房縮小術を1度したことを認めている。
2011年に養子として娘のエロイーズを迎え、2018年に俳優のアーロン・ファイバーズと再婚した。

## 主な出演作品

### 映画
| 公開年 | 邦題 原題                                                     | 役名                                       | 備考           |
| ------ | ------------------------------------------------------------- | ------------------------------------------ | -------------- |
| 1993   | ローデッド・ウェポン1 Loaded Weapon 1                         | シンディ                                   |                |
| 1994   | イタリアンズ/戦慄の血脈 Lookin' Italian                       | エリザベス                                 |                |
| 1996   | トゥルー・アイズ In the Blink of an Eye                       | ティナ                                     | テレビ映画     |
| 1997   | ノーウェア Nowhere                                            | ジャナ                                     |                |
| 1997   | スターシップ・トゥルーパーズ Starship Troopers                | カルメン・イバネス                         |                |
| 1998   | ワイルドシングス Wild Things                                  | ケリー・ヴァン・ライアン                   |                |
| 1999   | わたしが美しくなった100の秘密 Drop Dead Gorgeous              | ベッキー・アン・レーマン                   |                |
| 1999   | 007 ワールド・イズ・ノット・イナフ The World Is Not Enough    | クリスマス・ジョーンズ                     |                |
| 1999   | テールライトは眠らない Tail Lights Fade                       | ウェンディ                                 |                |
| 2001   | バレンタイン Valentine                                        | ペイジ・プレスコット                       |                |
| 2001   | チャーリー・シーンの ミスター・グッド・アドバイス Good Advice | シンディ                                   |                |
| 2002   | ドラッグ・ディーラー 仁義なき賭け Empire                      | トリシュ                                   |                |
| 2002   | アンダーカバー・ブラザー Undercover Brother                   | ペネロープ・スノー／ホワイト・シー・デビル |                |
| 2002   | 恋の方程式 あなたのハートにクリック2 The Third Wheel          | ディアナ・エヴァンス                       |                |
| 2002   | プリティ・イン・ニューヨーク You Stupid Man                   | クロエ                                     |                |
| 2003   | ラブ・アクチュアリー Love Actually                            | カーラ                                     |                |
| 2003   | 最'狂'絶叫計画 Scary Movie 3                                  | アニー                                     |                |
| 2004   | 娼婦たち Yo puta                                              | レベッカ・スミス                           |                |
| 2004   | トラブル IN ベガス Elvis Has Left the Building                | ベリンダ                                   |                |
| 2008   | ダブル・ブロンド Blonde and Blonder                           | ドーン                                     |                |
| 2009   | 冒険してもいいコロ! Finding Bliss                             | ブリス／ローラ                             |                |
| 2009   | スタローン in ハリウッド・トラブル Kambakkht Ishq             | デニス・リチャーズ                         |                |
| 2009   | アメリカン・パイパイ ようこそ美乳天国へ Deep in the Valley    | オータム・ブリス                           | 日本劇場未公開 |
| 2016   | ハイジャック・ゲーム Altitude                                 | グレッチェン・ブレア                       |                |
| 2018   | スクール・アローン Christmas Break-In                         | ヘザー・ラッシュ                           | テレビ映画     |

### テレビシリーズ
| 公開年           | 邦題 原題                                                | 役名                           | 備考                                            |
| ---------------- | -------------------------------------------------------- | ------------------------------ | ----------------------------------------------- |
| 1992             | ビバリーヒルズ高校白書 Beverly Hills, 90210              | レベッカ                       | エピソードWedding Bell Blues                    |
| 1993             | となりのサインフェルド Seinfeld                          | モリー                         | エピソードThe Shoes                             |
| 1996             | メルローズ・プレイス Melrose Place                       | ブランディ・カーソン           | 3エピソード                                     |
| 2001             | フレンズ Friends                                         | キャシー・ゲラー（ロスの従妹） | エピソードThe One with Ross and Monica's Cousin |
| 2001             | スピン・シティ Spin City                                 | ジェニファー・ダンカン         | 4エピソード                                     |
| 2003、2004、2011 | チャーリー・シーンのハーパー★ボーイズ Two and a Half Men | リサ                           | 3エピソード                                     |
| 2005             | Sex, Love & Secrets                                      | Jolene Butler                  | 8エピソード                                     |
| 2010-2011        | Blue Mountain State                                      | デボラ                         | 18エピソード                                    |
| 2014             | ねじれた疑惑 Twisted                                     | カレン                         |                                                 |